# Polynoncus aeger
Polynoncus aeger is een keversoort uit de familie beenderknagers (Trogidae). De wetenschappelijke naam van de soort is voor het eerst geldig gepubliceerd in 1844 door Guerin-Meneville.